# Filiolus galophilus
Filiolus galophilus là một loài ruồi trong họ Asilidae. Filiolus galophilus được Lehr miêu tả năm 1961.